# Jönköping (hạt)
Hạt Jönköping (Jönköpings län) là một hạt hay län ở phía nam Thụy Điển. Hạt này giáp các hạt Halland, Västra Götaland, Östergötland, Kalmar và Kronoberg. Thủ phủ là Jönköping. Hạt Jönköping nằm ở phía bắc Småland. Đô thị Habo và đô thị Mullsjö từ tỉnh Västergötland từ năm 1999 cũng nằm ở hạt Jönköping. Hạt Jönköping đã có từng giai đoạn hợp nhất với hạt Kronoberg cho đến năm 1687.

## Các đô thị
| 1. Aneby 2. Eksjö 3. Gislaved 4. Gnosjö 5. Habo | 1. Jönköping 2. Mullsjö 3. Nässjö 4. Sävsjö 5. Tranås | 1. Vaggeryd 2. Vetlanda 3. Värnamo |

## Chính trị
Vai trò chính của Hội đồng hạt Jönköping, hay còn gọi là Landstinget i Jönköpings län, là đảm bảo vận hành hệ thống chăm sóc y tế công và phương tiện giao thông công cộng. Nhân vật tiêu biểu nhất của hạt trong quốc hội Thụy Điển là Olof Palme, lãnh đạo Đảng Dân chủ Xã hội Thụy Điển từ năm 1969 đến 1986 và hai lần đảm nhiệm chức Thủ tướng Thụy Điển từ năm 1969 đến năm 1976 và từ năm 1982 đến năm 1986.